# Лантан
Лантан (La, лат. lanthanum), лантаноид је из IIIВ групе са атомским бројем 57. То је меки, дуктилни, сребрено-сјајни бели метал који врло брзо потамни када се изложи ваздуху, а довољно је мек да се може резати ножем. По њему је названа и серија лантаноида, група од 15 веома сличних хемијских елемената који су у периодном систему елемената сврстани између лантана и лутецијума. Понекад се лантан сматра првим елементом прелазних метала 6. периоде. Као такав, готово увек се претпоставља да има оксидационо стање +3. За њега није позната биолошка функција и не сматра се отровним за људе.
Лантан је заступљен у Земљиној кори у количини од 32 ppm. Најбитнији минерали лантана су: монацит  и доста ређи минерал бастанезит . Лантан се обично може наћи у комбинацији са церијумом и другим ретким земним елементима. Први га је пронашао шведски хемичар Карл Густаф Мосандер 1839. као „нечистоћу” у церијум-нитрату, па је стога и његово име lanthanum изведено из грчког λανθανειν (lantanein) у значењу „(онај који је) скривен”. Иако се он сврстава у ретке земне елементе, лантан је 28. елемент по распрострањености у Земљиној кори, односно има га око три пута мање од олова. У минералима попут монацита и бастнесита, лантан сачињава више од четвртине садржаја лантаноида у њима. Из ових минерала, он се издваја користећи комплексни вишестепени процес екстракције. Због сложености тих процеса, чисти метални лантан није изолован све до 1923. године.
Једињења лантана имају бројне начине примене као што су катализатори, додаци у стаклу, угљенично осветљење за осветљавање студија и пројекције, елементи за паљење у упаљачима и бакљама, електронске катоде, сцинтилатори, ТИГ електроде (за лучно варење у заштитној атмосфери интерног гаса) и друге. Лантан-карбонат је одобрен за употребу у медицинске сврхе за лечење затајења бубрега (хиперфосфатемија).

## Историја
Реч лантан изведена је из грчког λανθανω (lanthanō дословно који лежи скривен). Лантан је 1839. открио шведски хемичар Карл Густаф Мосандер који је делимично разложио узорак церијум нитрата, тако што га је жарио у присуству ваздуха, а затим је добијени оксид третирао разблаженом азотном киселином. Из насталог талога, издвојио је једну нову ретку „земљу” коју је назвао lantana. Лантан у релативно чистом облику добијен је тек 1923. године.
Лантан је најбазичнији међу свим тровалентним лантаноидима, а то је била и особина која је Мосандеру омогућила да изолује и ишчисти соли овог елемента. Киселинско одвајање које се комерцијално спроводи укључује фракцијско таложење слабијих база (попут дидимија, смеса неодијума и празеодијума) из нитратних раствора додавајући магнезијум оксид или разблажени гасовити амонијак. Прочишћени лантан преостаје у раствору. Међутим, киселинске методе су погодне само за пречишћавање лантана; дидимијум не може бити ефикасан у даљњем одвајању на овај начин. Алтернативне технике фракцијске кристализације измислио је Дмитриј Мендељејев у облику двоструког амонијум-нитрат тетрахидрата, који је он користио за одвајање слабије растворљивог лантана од више растворљивог дидимијума током 1870-их. Овај систем се комерцијално користио у прочишћавању лантана све до развоја практичних метода издвајања раствора које су почеле касних 1950-их. Детаљан процес коришћења двоструких амонијум нитрата којим би се добио 99,99% чисти лантан, концентрисао неодијум и празеодијум представио је Калоу 1967. у време када је тај процес већ био превазиђен. Како је кориштен за пречишћавање лантана, двоструки амонијум нитрати су рекристализовани из воде. Касније је Карл Ауер за одвајање од дидимијума почео да користи азотну киселину као растварач да би смањио растворљивост система. Лантан се релативно лако прочишћава, јер има само један суседни лантаноид, церијум, који се и сам лако уклања због своје потенцијалне тетравалентности.
Прочишћавање лантана фракцијском кристализацијом у виду двоструког амонијум нитрата било је довољно ефикасно и брзо, тако да лантан добијен на овај начин није био скуп. Хемијско одељење Линдси америчке корпорације Поташ и Хемикал, једно време највећи произвођач ретких земних метала на свету, објавило је ценовник 1. октобра 1958. у којем је 99,9-постотни лантан амонијум нитрат (са уделом оксида 29%) коштао 3,15$ по фунти, односно 1,93$ по фунти у паковању од 50 фунти (око 25 кг). Одговарајући оксид (нешто чистији од 99,99%) коштао је 11,70$ односно 7,15$ по фунти у два количинска распона. Цена за оксид највише чистоће (99,997%) била је 21,60$ и 13,20$.

## Особине

### Физичке
Лантан има хексагоналну кристалну структуру при собној температури. При 310 ° он мења кристалну структуру у кубну површински-центрирану. Порастом температуре на 865 ° она се опет мења у кубну просторно-центрирану структуру. Лантан се врло лако може оксидовати. На пример узорак величине једног центиметра ће у потпуности оксидовати за мање од једне године. Због тога он се у елементарном облику користи само у истраживачке сврхе. Научницима је успело да изолују појединачне атоме лантана тако што су их уметнули у молекуле фулерена. Када се угљичне наноцеви напуне таквим атомима лантана у фулерену и затим се ужаре, добијају се метални наноланци лантана унутар угљеничних наноцеви.

### Хемијске
Лантан исказује два оксидациона стања: +3 и +2, али је стање +3 много стабилније. На пример,  је знатно стабилнији од . Лантан врло лако гори при 150 ° градећи лантан(III) оксид:
Међутим, ако се изложи влажном ваздуху при собној температури, лантан оксидује градећи хидратни оксид знатно повећавајући запремину. Лантан је поприлично електропозитиван, реагујући споро у хладној води а знатно бржи у врућој дајући лантан хидроксид:
Метални лантан реагује са свим халогеним. Реакција је веома бурна ако се одвија на температури изнад 200 °:
У разблаженој сумпорној киселини, лантан лако гради растворе који садрже јоне La(III) а који постоје у виду координацијских комплекса :
Лантан се веже са азотом, угљеником, сумпором, фосфором, бором, селеном, силицијумом и арсеном при повишеним температурама, градећи бинарна једињења. Електронска конфигурација безбојног јона La3+ јон је 0.

### Изотопи
Природно распрострањени лантан састављен је из једног стабилног (139La) и једног радиоактивног (138La) изотопа, али је 139La неупоредиво више заступљен (99,91% природне заступљености). Осим стабилног, постоји укупно 38 радиоактивних изотопа, међу којим је најстабилнији природни 138 са временом полураспада од 1,05×1011 година (105 милијарди). Након њега следи изотоп 137 са временом полураспада од 60 хиљада година. Већина осталих радиоизотопа имају времена полураспада краћа од 24 сата, а међу њима врло мали број се распада дуже од једне минуте. Овај елемент има и три мета-стабилна стања. Распон изотопа лантана према атомским масама креће се од 117 u (117La) до 155  (155).

## Распрострањеност
Иако лантан припада елементима из групе зване ретки земни метали, он уопште није тако редак у Земљиној кори. Лантан је доступан у релативно великим количинама (32 ppm у кори). „Ретке земље” су добиле такав назив јер су заиста ретке у поређењу са „уобичајеним земљама” (материјалима) попут кречњака или магнезије, те је у историјском аспекту било познато само неколико њихових налазишта. Лантан се ипак узима као ретки земни метал јер је процес његовог ископавања и издвајања врло тежак, како временски тако и новчано.
Монацит ( и бастнесит ( су главне руде у којима је садржан лантан, у постоцима између 25 и 38 од укупног садржаја лантаноида у њима. Генерално, лантана има више у бастнеситу него у монациту. Све до 1949. бастнесит је био врло редак и необичан минерал, а чак ни у најопскурнијим теоријама није се могло наслутити да је потенцијални комерцијално исплатив извор лантаноида. Те године, откривено је веома велико налазиште ретких земних метала на Маутин Пасу у Калифорнији. Ово откриће дало је назнаку геолозима о постојању нове класе депозита ретких земаља, карбонатита, те су ускоро пронађени нови узорци, нарочито у Африци и Кини.